# Rickettsia rickettsii
Rickettsia rickettsii — вид бактерий из рода Риккетсии класса альфа-протеобактерий, возбудитель пятнистой лихорадки Скалистых гор. Впервые описана в 1909 году Ховардом Тейлором Риккетсом. Первое подробное описание патогенного агента, вызываемого этим видом бактерий сделал Симеон Бёрт Вольбах в 1919 году.

## Строение
Rickettsia rickettsi — палочковидная неподвижная бактерия размерами 1×0,3 мкм, грамотрицательна, окрашивается в голубой цвет по Романовскому-Гимзе. Форма клеток может изменяться в зависимости от условий и фазы роста. Эндоспоры не образует.
У R. rickettsii имеется микрокапсула и слизистый покров на поверхности мембраны клеточной стенки. Последняя состоит из липополисахаридов, муреина, белков-антигенов. Нуклеоид представлен кольцевой хромосомой.

## Жизненный цикл
Rickettsia rickettsii, как и вирусы, является облигатным внутриклеточным паразитом. У данной бактерии два хозяина — промежуточными является клещи, основными — млекопитающие, в том числе и человек. Среди клещей паразит передается их одной фазы развития в другую и из поколения в поколение. Попадая в кровяное русло в результате укуса клеща, риккетсии инфицируют в первую очередь клетки эндотелия. Проникновение в клетку происходит так: риккетсия прикрепляется к мембране и фагоцитируется клеткой. Попав внутрь высвобождается из фагосомы и передвигается с помощью жгутика. Покидая клетку, R. rickettsii не разрушает её.

## Эпидемиология
Rickettsia rickettsii передаются двумя видами клещей: Dermacentor andersoni и Dermacentor variabilis. Симптомы появляются спустя 3—12 сутки после укуса инфицированным клещом. Они включают лихорадку, сильную головную боль, внезапный озноб. Почти всегда на 2—6-е сутки лихорадки появляется сыпь — пятнистые розовые высыпания на кистях, в области голеностопных суставов, ладоней, подошв и предплечий. Летальность составляет 7 %.

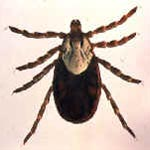
Dermacentor andersoni — переносчик пятнистой лихорадки Скалистых гор

## Устойчивость
Чувствительны к большинству антибиотиков широкого спектра действия, особенно тетрациклинового ряда. Для лечения используется тетрациклин, хлорамфеникол.

## Культивирование
Риккетсии не растут на искусственных питательных средах. В лаборатории их культивируют на куриных эмбрионах или в тканевых культурах.